# Armando Cabo
Armando Cabo (Puerto Padre, Cuba, 27 de diciembre de 1915 – Morón, Buenos Aires, 4 de junio de 1996) fue un dirigente sindical argentino perteneciente a la Unión Obrera Metalúrgica (UOM), muy cercano a Eva Perón. Integró el cuadriunvirato que dirigió la CGT durante el primer peronismo, junto a José Espejo, Isaías Santín y Florencio Soto. Es el padre de Dardo Cabo, periodista y militante peronista que lideró el Operativo Cóndor.

## Biografía
Nacido en Cuba, su madre, embarazada, se encontraba de viaje por la actividad laboral que desarrollaba su padre, que se dedica a actividades de pesca y el nacimiento se produce accidentalmente en esa isla del Caribe. Luego, viajan a España y recién a los cuatro años, llega a la Argentina, con su familia.
Ya adolescente, consigue su primer empleo como obrero metalúrgico en la reconocida Fábrica Istilar, en Tres Arroyos, donde se ha asentado con su familia.
Al producirse el 17 de octubre, participa en el movimiento. Poco después, crea el Sindicato Metalúrgico de Tres Arroyos. Por su responsabilidad y dedicación a sus funciones, crece, por entonces, su figura en el ámbito sindical y al crearse el “cuadrunvirato” para dirigir la CGT, Armando lo integra junto a José Espejo, Isaías Santín y Florencio Soto.
En 1951, ese cuadrunvirato impulsa la candidatura de Eva Perón a la vicepresidencia de la Nación.
Al producirse el fallecimiento de Evita, la situación de estos sindicalistas se torna difícil, especialmente por su enfrentamiento con sectores de la burocracia partidaria, siendo reemplazados pocos meses después.
Armando regresa a su función en la UOM y allí lo encuentra el golpe militar del 16 de setiembre de 1955. Inmediatamente, se moviliza para combatirlo: logra reunir 40 camiones, en Avellaneda, para armar una fuerza con trabajadores de diversos gremios, con la cual marchan a Córdoba para sofocar la insurrección del general Lonardi. Pero su proyecto se frustra al darse a conocer la renuncia del presidente Perón.
Durante “la resistencia” participa, junto a Avelino Fernández, en la importante huelga metalúrgica de 1956. En esa época, sufre una de las primeras prisiones, ocho largos años de encarcelamiento que habrá de sumar, a lo largo de su vida.
En 1960 interviene, armas en mano, en el levantamiento encabezado por el general Miguel Ángel Iñíguez, en Rosario, apoyado por la UOM.
Posteriormente, continúa trabajando gremialmente en la UOM, muy cerca de Vandor. Así participa, durante el gobierno de Illia, en el plan de lucha de la CGT, caracterizado por la ocupación de fábricas. En mayo de 1966, se encuentra en el incidente de La Real, confitería de Avellaneda, donde se produce un confuso tiroteo y mueren varios gremialistas (Rosendo García, Domingo Blajaquis y Juan Salazar).
Poco después, la organización sindical apoya el Operativo Cóndor, organizado y dirigido por su hijo (Dardo Cabo) quien, con un grupo de compañeros, se apoderan de un avión en vuelo y lo obligan a aterrizar en Malvinas, donde colocan la bandera argentina. Apresados poco después, su hijo queda detenido en el sur.
A partir del 30 de junio de 1969 (fecha en que un grupo comando mata a Vandor), tanto Armando Cabo, como Avelino Fernández, José Notaro y otros dirigentes son desplazados de la dirección del gremio por el grupo de Lorenzo Miguel, con apoyo del gobierno de Juan C. Onganía. En esta época, asume posiciones cada vez más combativas, acompañando el proceso de radicalización de los sectores populares.
En el ámbito sindical, queda al margen del gremio, por la acción del “miguelismo”, jubilándose con el haber mínimo. Pero sigue actuando junto a viejos compañeros peronistas, apoyando ahora a la Juventud Peronista y su brazo armado, Montoneros. Cabo, Avelino Fernández, Andrés Framini y otros organizan, la agrupación del Peronismo Auténtico, exigiendo que se retomen y profundicen las viejas banderas. Participa con fervor del regreso de Perón, del triunfo del 11 de marzo de 1973 y de la asunción del presidente Cámpora, el 25 de mayo del mismo año.
En 1974, cuando se produce el enfrentamiento de Perón con la juventud en la Plaza de Mayo (1º de mayo), los viejos dirigentes gremiales, entre ellos Cabo, envían una carta a Perón, colocándose junto a los jóvenes.
En esa época, profundiza sus posiciones combativas, de fuerte crítica a la derecha lópezrreguista, como así también a la dirigencia burocratizada y conciliadora del peronismo, tanto sindical como política. El 6 de enero de 1977 sufre un doloroso golpe: su hijo Dardo es asesinado, aplicándosele la “ley de fugas”, en la provincia de Buenos Aires, cuando lo trasladaban de una cárcel a otra.
En los años ochenta, su salud declina, pese a lo cual interviene en algunos actos reclamando a sus compañeros de partido que mantengan indeclinables las banderas del peronismo del ’45, vaciadas en muchos casos, por concesiones al liberalismo o desviaciones hacia el nacionalismo de derecha. En esas ocasiones, plantea claramente la necesidad de superar la lucha sindical pasando a la política, como así también la de evitar una “renovación” que implique vaciar al peronismo de las banderas populares y transformadoras del ’45.
En su modesta casa de la localidad de Morón transcurre sus últimos años, junto a su compañera Blanca.